# Kijoši Iđići
 Kijoši Iđići (japanski: 伊地 知潔, eng. prijeslov: Ijichi Kiyoshi) (Kanagawa, 25. rujna 1977.), bubnjar japanskog rock sastav Asian Kung-Fu Generation. 

## Životopis
Ijichi se 1996. pridružio sastavu Asian Kung-Fu Generation kojeg su osnovali Masafumi Goto, Kensuke Kita i Takahiro Jamada. Za razliku od ostalih članova, Ijichi je već ranije svirao u drugom sastavu, kojeg je napustio kad se pridružio AKFG-u. Diplomirani je inženjer, a glazbeni uzori su mu Brian Setzer, Link i Hi-Standard.